# Кляич, Миланка
Миланка Кляич (сербохорв. Миланка Кљајић; 1924, Старо-Село — 22 января 1943, Йошавица) — югославская партизанка Народно-освободительной войны, Народный герой Югославии.

## Биография
Родилась в 1924 году в Старе-Селе. Родом из бедной крестьянской семьи. В возрасте 13 лет уехала в Войводину на работу, зимой вернулась в деревню. Её отец, Марк, являлся членом коммунистической партии и воспитал в дочери уважение к идеям марксизма. В возрасте 17 лет Миланка в самом начале войны ушла в партизанское подполье. Участвовала в боях против усташей, в которых погибли её отец и брат. Миланка вскоре вступила в Банийский партизанский отряд.
Она проявляла необыкновенную храбрость, что позволило ей командовать целым десятком партизан. Участвовала в боях с гарнизонами оккупированных деревень, штурме усташских укреплений. В битве близ Маюра она лично уничтожила немецкого капитана. В 1942 году её приняли в Коммунистическую партию, а партизанская газета «Женщина сегодня» (серб. Жена данас) писала довольно много о её подвигах. Также Миланка участвовала в боях против немецко-хорватских войск на железной дороге Сисак-Сунье с 18 по 19 ноября 1942.
22 января 1943 партизаны штурмовали село Йошавица. Во время штурма Миланка шла в третьем ряду партизан и приближалась ко рву, который надо было преодолеть. На расстоянии примерно двух метров от рва девушка была смертельно ранена.
В войне погибла вся её семья. Посмертно Миланку Кляич наградили званием Народного героя 27 ноября 1953 года.